# 努特卡島
努特卡島是加拿大的島嶼，位於溫哥華島西南面的太平洋海域，由卑斯省負責管轄，長34.7公里、寬23.7公里，面積534平方公里，海岸線長度187公里。
49°44′N 126°45′W / 49.733°N 126.750°W